# عبد اللطيف ميراوي
عبد اللطيف ميراوي أكاديمي ووزير مغربي حاصل منذ 1993 على الجنسية الفرنسية. شغل منصب وزير التعليم العالي والبحث العلمي والابتكار في حكومة أخنوش منذ عام 2021 حتى 23 أكتوبر 2024، حيث تم استبداله بـ عز الدين ميداوي.

## سيرته
الميراوي من مواليد مدينة الفقيه بنصالح في من 13 يناير 1962. تلقى تعليمه الثانوي في مدينة الدار البيضاء بثانوية جابر ابن حيان وثانوية الخوارزمي، وأنهى دراسته الجامعية بدكتوراه في العلوم الهندسية في فرنسا سنة 1992.
شغل منصب رئيس جامعة القاضي عياض في مراكش في الفترة ما بين (2011 - 2019)، وشغل منصب أستاذ بجامعة التكنولوجيا لبلفور مونبليارد بفرنسا، قبل أن يعين رئيس قسم الطاقة وتكنولوجيا المعلومات بها. وشغل أيضًا منصب رئيس اللجنة الدائمة للبحث التقني والابتكار بالمجلس الأعلى للتربية والتكوين، وترأس الوكالة الجامعية للفرنكوفونية، واختير لعضوية المجلس الأعلى للتعليم والتكوين والبحث العلمي.
تم تعيينه في 12 ديسمبر 2019 عضو في لجنة النموذج التنموي الجديد. وفي عام 2020 تم تعيينه مديرا للمعهد الوطني للعلوم التطبيقية في مدينة رين الفرنسية. وعمل خبير في قضايا التعليم العالي والبحث العلمي في المغرب.
في 7 أكتوبر 2021 عين وزيرًا للتعليم العالي والبحث العلمي والابتكار في حكومة عزيز أخنوش حتى 23 أكتوبر 2024، حيث تولى منصبه عز الدين ميداوي.